# أنكه هوبر
أنكه هوبر (بالألمانية: Anke Huber)‏ مواليد 4 ديسمبر 1974 في ألمانيا الغربية، هي لاعبة كرة مضرب ألمانية سابقة كانت تلعب باليد اليمنى بدأت مسيرتها كمحترفة عام 1989. كانت وصيفة بطولة أستراليا المفتوحة 1996، وأعلى تصنيف لها كان الرابع عالمياً سنة 1996. قررت الاعتزال في 31 أكتوبر 2001 لأنها سئمت حياة لاعبة التنس.

## السيرة الذاتية
ولدت هوبر في بروشسل في ألمانيا الغربية. بدأت لُعب كرة المضرب في سِن السابعة بمساعدة والدها إدغار. فازت ببطولة ألمانيا تحت سِن 12 سنة 1986، وتحت سِن 14 سنة 1987، وتحت 16 سنة 1988، والبطولة الأوروبية سنة 1989. ووصلت للدور قبل النهائي في بطولة ويمبلدون للناشئين سنة 1990.

## روابط خارجية
- أنكه هوبر على موقع رابطة محترفات التنس (الإنجليزية)
- أنكه هوبر على موقع الاتحاد الدولي لكرة المضرب (الإنجليزية)
- أنكه هوبر على موقع كأس بيلي جين كينغ (الإنجليزية)
- أنكه هوبر على موقع بطولة ويمبلدون (الإنجليزية)
- أنكه هوبر على موقع خلاصة التنس.كوم (الإنجليزية)
- أنكه هوبر على موقع أوليمبيديا (الإنجليزية)